# Валдзолмс
Валдзолмс (њем. Waldsolms) општина је у њемачкој савезној држави Хесен. Једно је од 23 општинска средишта округа Лан-Дил. Према процјени из 2010. у општини је живјело 5.052 становника. Посједује регионалну шифру (AGS) 6532022.

## Географски и демографски подаци
Валдзолмс се налази у савезној држави Хесен у округу Лан-Дил. Општина се налази на надморској висини од 277 метара. Површина општине износи 44,8 km². У самом мјесту је, према процјени из 2010. године, живјело 5.052 становника. Просјечна густина становништва износи 113 становника/km².

## Међународна сарадња
| Мјесто | Држава    | Врста сарадње | Од    |
| ------ | --------- | ------------- | ----- |
|        | Француска | партнерство   | 1987. |
| Извор  |           |               |       |